# Bibliothèque d'État et universitaire de Saxe à Dresde
La Bibliothèque d'État de Saxe - Bibliothèque d'État et universitaire de Dresde (SLUB Dresden) est une bibliothèque créée en 1996 à la suite de la fusion de la bibliothèque de l'Université technique et de la Bibliothèque d'État de Saxe (SLB). Provenant de la collection de livres princiers (électoraux) du XVIe siècle, c'est l'une des plus anciennes bibliothèques d'Allemagne et est ouverte au public en tant que bibliothèque d'État depuis 1788.
Le nom apparemment redondant de la bibliothèque est destiné à indiquer que la bibliothèque d'État est à la fois la bibliothèque d'État de l'État libre de Saxe et la bibliothèque universitaire de la TU Dresden.
En 2002, le SLUB a emménagé dans un grand bâtiment neuf conçu par le bureau d'architecture O&amp;O Baukunst situé Zellescher Weg, dans lequel les exploitations ont été regroupées. Avec un fonds de plus de 17 millions de médias, c'est l'une des quatre plus grandes bibliothèques d'Allemagne et, en tant qu'institution de bibliographie d'État, et aussi le dépôt légal de la littérature publiée en Saxe.
Le SLUB accueille chaque année quelque 2,3 millions de visiteurs.

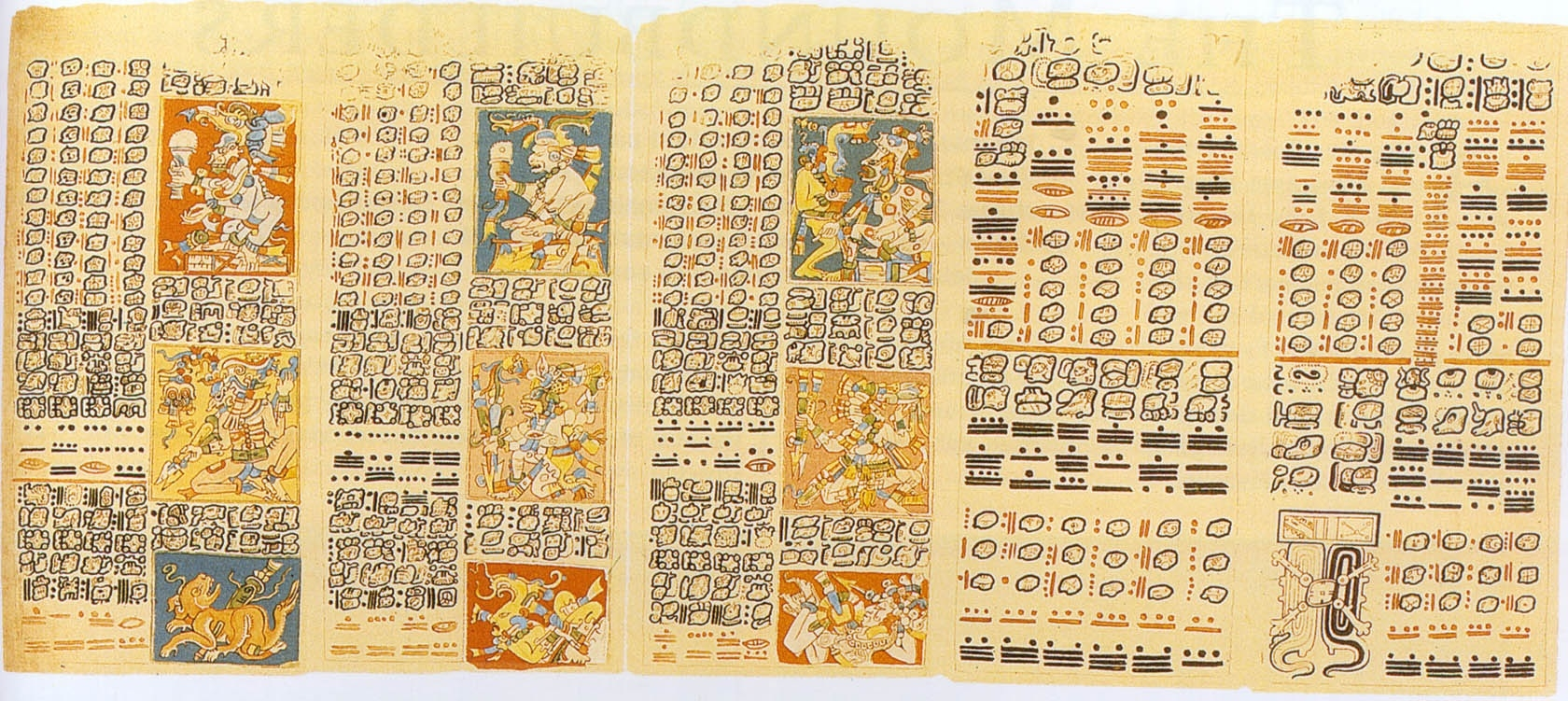
Détail du Codex Dresdensis, en possession de la bibliothèque depuis 1739 et a été identifié comme manuscrit maya en 1853

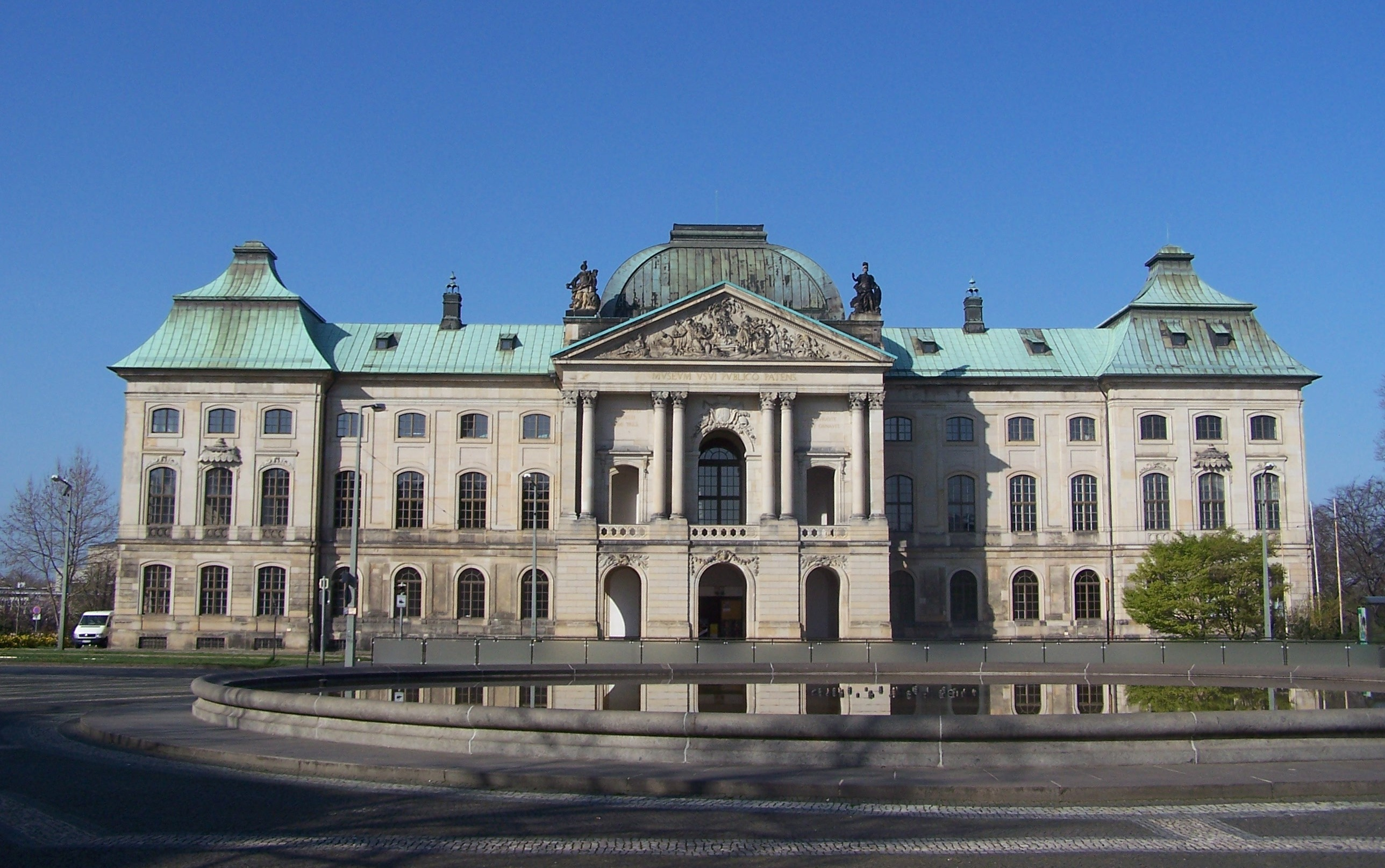
Le palais Japonais, qui a abrité la bibliothèque d'État pendant 159 ans.

. 